# خشخاش أرمني
خشخاش أرمني (الاسم العلمي: Papaver armeniacum) هي نوع نباتي يتبع جنس الخشخاش من الفصيلة الخشخاشية.  